# Haplothrips subterraneus
Haplothrips subterraneus är en insektsart som beskrevs av J. C. Crawford 1938. Haplothrips subterraneus ingår i släktet Haplothrips och familjen rörtripsar. Inga underarter finns listade i Catalogue of Life.